# 教習車
教習車（きょうしゅうしゃ）とは、自動車教習に使われる自動車、オートバイのことである。

## 概要
教習車には、公安委員会指定自動車教習所の指導員が、教習を円滑に行えるよう様々な機器装置や保護装置が装備されている。運転免許試験場の技能試験に用いられる試験車は、教習車と構造は同一であるが、日本での試験車は道路交通法施行規則に基づく警察庁の「運転免許技能試験実施基準」における車両基準により、車種、車体の寸法、自動二輪車についてはこれらに加えて排気量や車両重量などが細かく規定されており、規定を満たさない車両を試験に用いることはできない（特種用途自動車のうち「路上試験車」）。なお、指定自動車教習所の卒業検定、修了検定に使われる車両もこの規定が準拠となる。

### 四輪車
助手席足元に補助ブレーキペダル、インストゥルメントパネル周りに方向指示器・ブレーキランプに連動するランプと運転席側からは見えないデジタル式速度計、ミラーは車内にルームミラーがもう1つ、フェンダーミラーやドアミラー上部にはアウトサイドミラーという、指導員（検定員）用のミラーが付く。日本では、指定自動車教習所で使用される、補助ブレーキペダルが装備されている車両は特種用途自動車として扱われ、ナンバープレートは8ナンバーとなる。教習所によっては「仮免許 練習中」の表示を付けたままにしているところと、所内教習中は付けないで路上教習の際に限りホルダーに表示板を入れるところがある。また、路上検定中は仮免許練習標識ではなく路上検定の標識を付ける。
自動車検査証記載の車体の形状欄は、路上試験車もしくは教習車となり、修了検定、卒業検定の際は路上試験車のみ用いられる。これらの車両の登録には運転免許試験場、または、公安委員会の指定した機関・団体であるものを証明することが必要であり、いわゆる「自家用の乗用車」として登録するには8ナンバーではなくなる。
また、けん引免許教習のための教習セミトレーラも車体の形状として定義されているが、けん引免許の取得に於いては路上試験は不要であることから、この登録をなされた自動車は存在しないものと考えられる。

### 二輪車
指導員が同乗できないため、外から操作（前・後ブレーキ、ギアポジション、車速など）の状態をわかるようにするためのランプ、転倒が多いことから、大型エンジンガードやマフラーガードの装備、出力を制限させた原動機の仕様などが挙げられる。なお、日本ではオートバイに仮運転免許制度がなく公道の路上走行はできないため、ナンバープレートは取り付けられていない。
指定自動車教習所の所内試験に合格すれば卒業で適性検査、学科試験受験となる。四輪自動車免許保持者なら、卒業証明書（発行から1年以内のもの）と申請書と手数料（収入証紙で納付する）を運転免許試験場に提出し、適性検査に合格すれば、新しい運転免許証が即日交付される。

## 日本

### 普通自動車

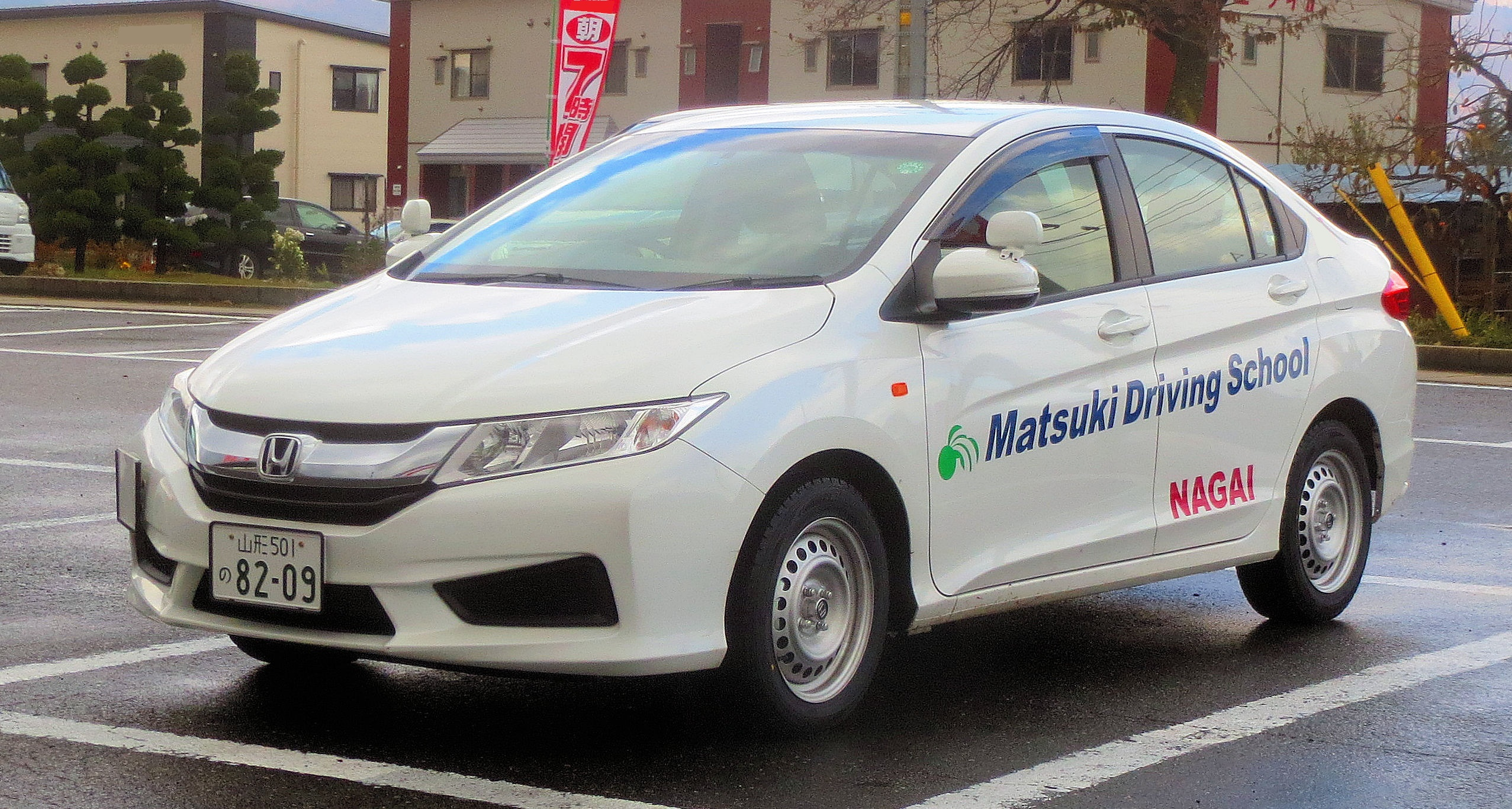
教習車の一例（車種 : ホンダ・グレイス）

ボディタイプは4ドアセダンが主流である。技能試験および技能検定に使う普通自動車は、道路交通法施行規則第24条により「乗車定員5人以上の専ら人を運搬する構造の普通自動車で長さが4,400mm以上、幅が1,690mm以上、軸距が2,500mm以上、輪距が1,300mm以上のもの」とされている。以上の規格を満たせば、燃料の種類なども問わず、どの様な車種を教習車に用いても問題ない。
かつては、クラウンセダン/トヨタ・コンフォート、日産・セドリック/グロリア/クルー、三菱・ランサーなど、多くの車種に教習車仕様が設定されていたがいずれも消滅し、2023年現在ではトヨタ・カローラアクシオならびにマツダ・MAZDA2をベースとした車種程度の選択肢に減少している。
かつてはフェンダーミラーを装備する車が主流であったが、現在発売されている乗用車ではドアミラーが主流であり、そのため近年は教習車も同様にドアミラーが主流である。
同様に駆動方式も、市販乗用車の時流にあわせて後輪駆動から前輪駆動へと主流が移っていった。また、北日本（特に日本海側）では四輪駆動を採用する教習所も存在する。
教習車は燃費の面で有利なディーゼル車やLPG車が多く使用されてきたが、近年は1800 - 2000ccクラスのガソリン車を導入しているところもある。公安委員会指定教習所の教習車はガソリン税（揮発油税）・軽油引取税を免除されている。
AT車で教習を行う際は、キックダウンなどの教習を行うため、多くはトルクコンバーター式の4段ないしは5段変速の車を使用する。しかし、近年では無段変速機（CVT）の車も普及している。
オーディオ類は省かれているが、カーナビやバックモニターカメラを付けている車もある。
高速教習については変速操作のミスなどによる事故を防ぐため、MT車で運転免許を取得する場合でも大半の教習所ではAT車を使用する。エアバッグやABS、ETCが装備されている場合が多い。また、教習車とは異なる上級の市販乗用車が用いられる場合もあるが、これは高速道路への本線合流の際には、加速性能に余裕がある車種の方が望ましいといった事情もある。高速道路に交通規制が生じたり（50キロ抑制が敷かれた場合は“高速走行”ではなくなってしまう）、所在地に高速道路がない、もしくは都内など高速教習が困難な高速道路しか付近にない場合は、高速教習はドライビングシミュレーターで行われる。
また、受講者を増やすことを目的として、輸入車を使用する自動車教習所も存在する。BMW・3シリーズ、アウディ・A3などが使われる。これらの輸入車はウインカーレバーの位置をハンドルの右側に変更されている。危険予測教習でSUVを使う教習所もある。
また、ハイブリッド車や電気自動車増加に伴い、トヨタ・プリウスや日産・リーフを教習車に使う教習所も増えている。
普通二種免許の教習車としてはトヨタ・ジャパンタクシーが導入されている例もある。
近年ではペーパードライバー向けの教習コースで、教習車も各家庭の所有車の事情(大型ワンボックスカー)等に合わせバリエーションを幅広く準備している教習所もあり、それらの教習車を高速教習等で利用する事もある。

#### 教習車仕様として現在メーカーから販売されている車種
2023年9月現在、メーカーによって教習車仕様として販売されている車種は、トヨタ教習車・マツダ教習車の2車種である。
- トヨタ - トヨタ教習車（トヨタ自動車東日本大衡工場）
  - 既存の2代目（E16#型系）カローラアクシオEXのガソリン車仕様の同型車種となっているが、「カローラアクシオEX」の車名は名乗らず、フロントエンブレムも日本向けカローラシリーズの「NCV」マークでなく、トヨタCIマークに差し替えられている[4]。取扱店も、カローラ店ではなくトヨペット店（東京地区のみトヨタモビリティ東京での取り扱い）となっている。なお、基となったカローラアクシオEXのガソリン車仕様と異なりタコメーターが標準装備となる[注 6]ほか、CVT・5MT仕様の各設定は踏襲するものの4WD仕様は基本的に未設定[注 7]となる。
- マツダ - マツダ教習車（マツダE&T）
  - タイで現地製造された日本市場未投入のMAZDA2セダンの右ハンドル仕様車をベースに、PDI（納車前検査）に合格した車両を日本国内で教習車仕様として架装・改装。既存の日本市場向け教習車としては唯一の逆輸入車にして、6速MT/ATを採用。

#### 過去に教習車仕様がメーカーから販売されていた車種
- トヨタ
  - クラウンセダン
  - コンフォート
  - マークII（セダン）
  - チェイサー
  - クレスタ
  - カリーナ

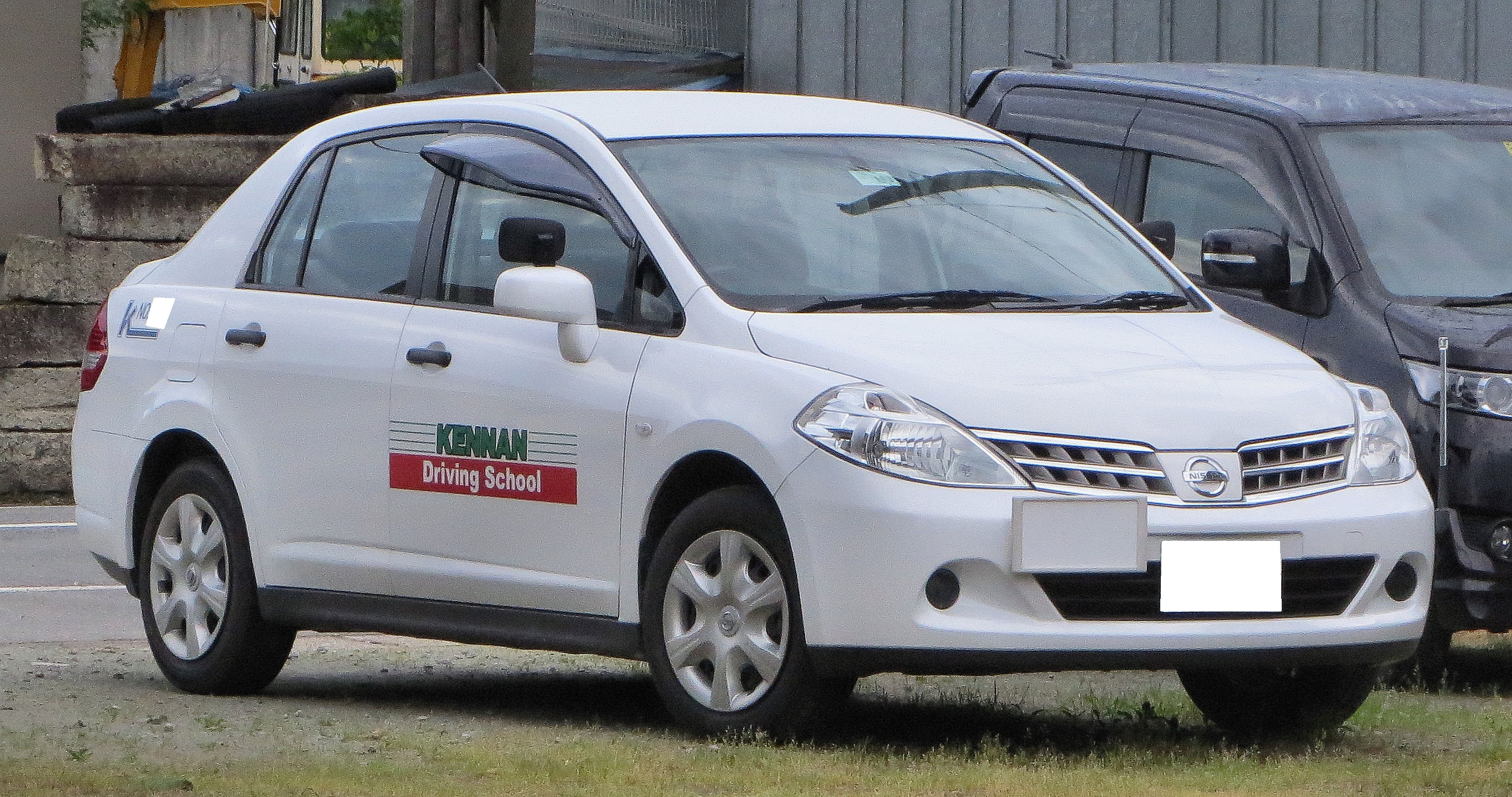
日産ティーダラティオ

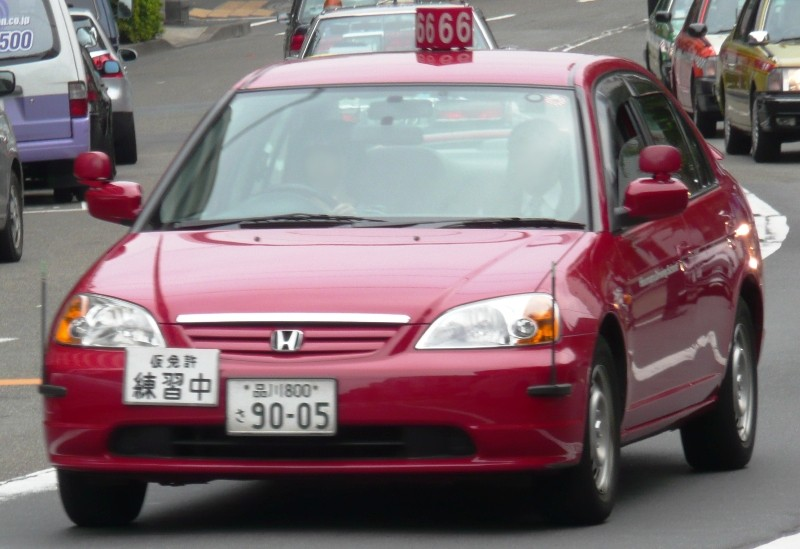
ホンダ・シビックフェリオ

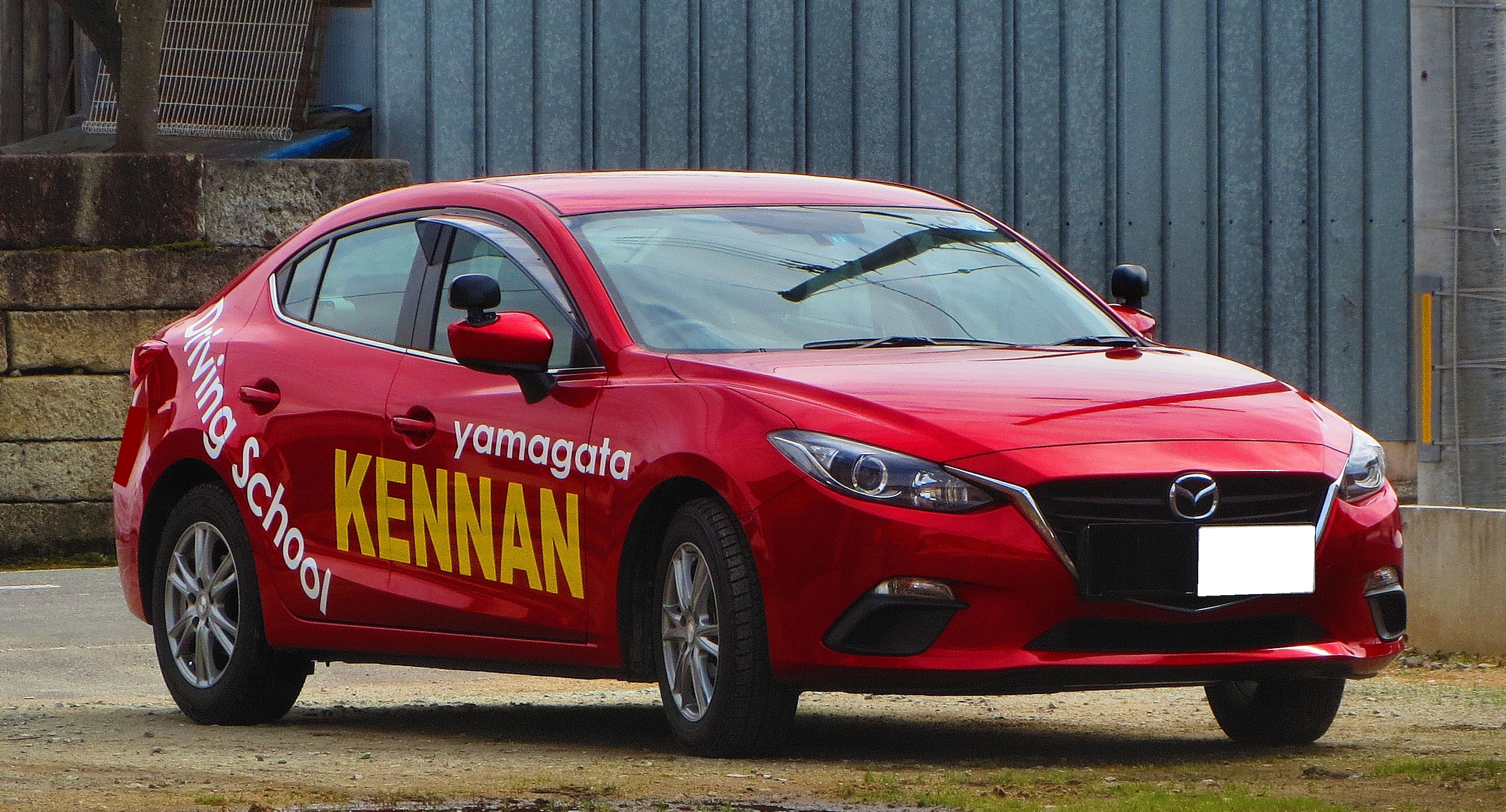
マツダ・アクセラ

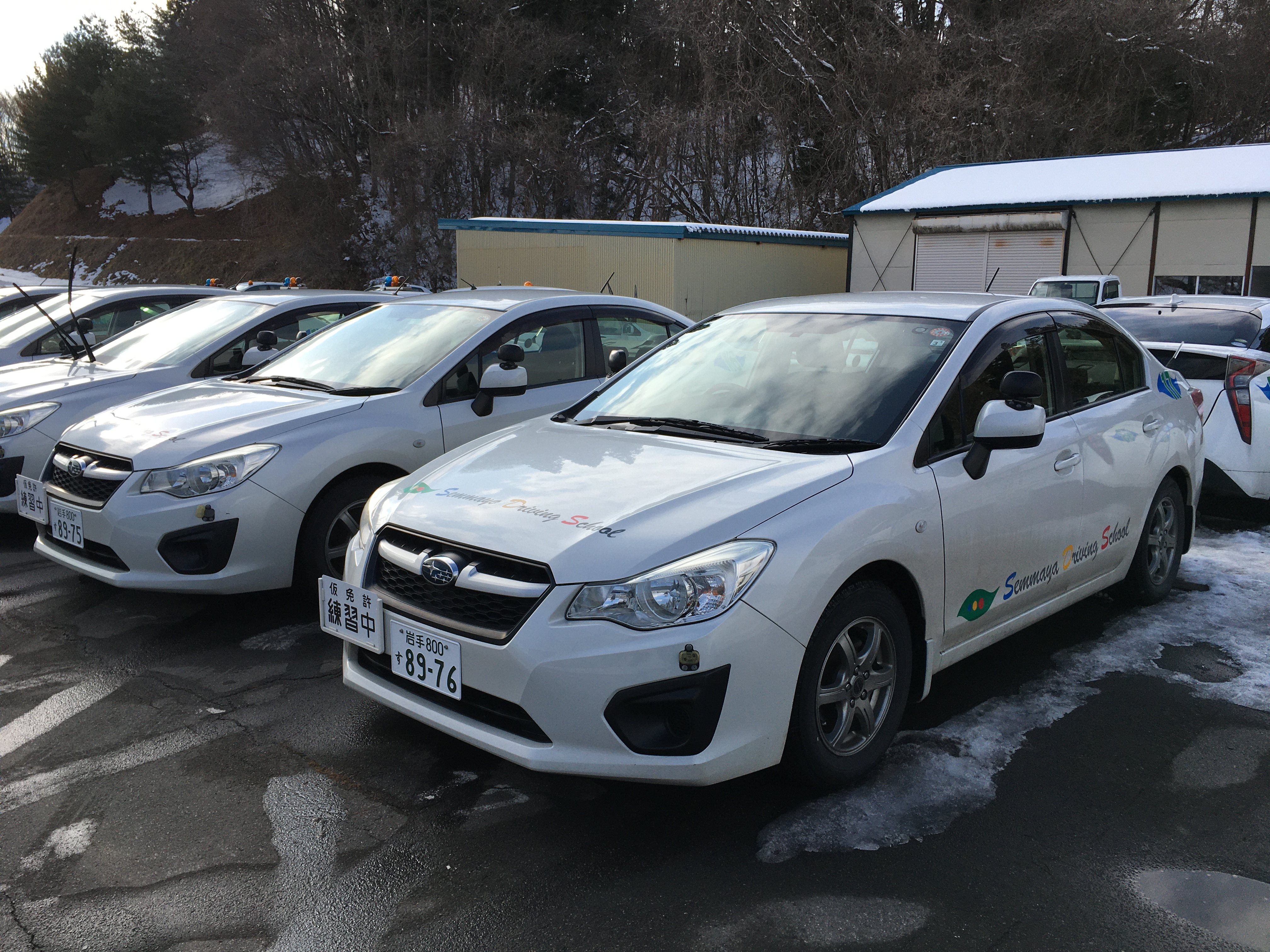
スバル・インプレッサG4

  - コロナ - 9代目のトヨタ教習車と10代目コロナプレミオを含む。
- 日産自動車
  - セドリックセダン
  - グロリアセダン
  - ローレル
  - スカイライン
  - クルー
  - ブルーバードシルフィ
  - ブルーバード
  - ティーダラティオ
- 本田技研工業
  - アコード
  - シビックフェリオ
  - ドマーニ
  - グレイス
- マツダ
  - ルーチェ
  - カペラ
  - ファミリア
  - アクセラ
- スバル（桐生工業）
  - インプレッサG4 - 4WD仕様も設定されることから、北東北（青森県・秋田県・岩手県）および北海道では圧倒的な投入実績を誇っていた。
- 三菱自動車工業
  - ギャラン - ギャランΣも含む
  - ランサー - 2003年までの「三菱教習車」も含む
- いすゞ自動車
  - フローリアン
  - アスカ

### 準中型自動車
2017年3月12日の準中型自動車免許新設に伴い、技能試験および技能検定に使用される準中型自動車は道路交通法施行規則第24条により「最大積載量2,000kg以上の準中型自動車で長さが4.4m以上4.9m以下、幅が1.69m以上1.8m以下、軸距が2.5m以上、輪距1.3m以上のもの」とされている。主に日野デュトロ（OEM車：トヨタダイナ）、いすゞエルフ（OEM車：日産アトラス/マツダタイタン/UDカゼット）が教習車として採用されている。下記の大型・中型自動車同様に法令により路上卒業検定などで他の教習生を乗せるために、ダブルキャブになっている車両を導入することが多い。

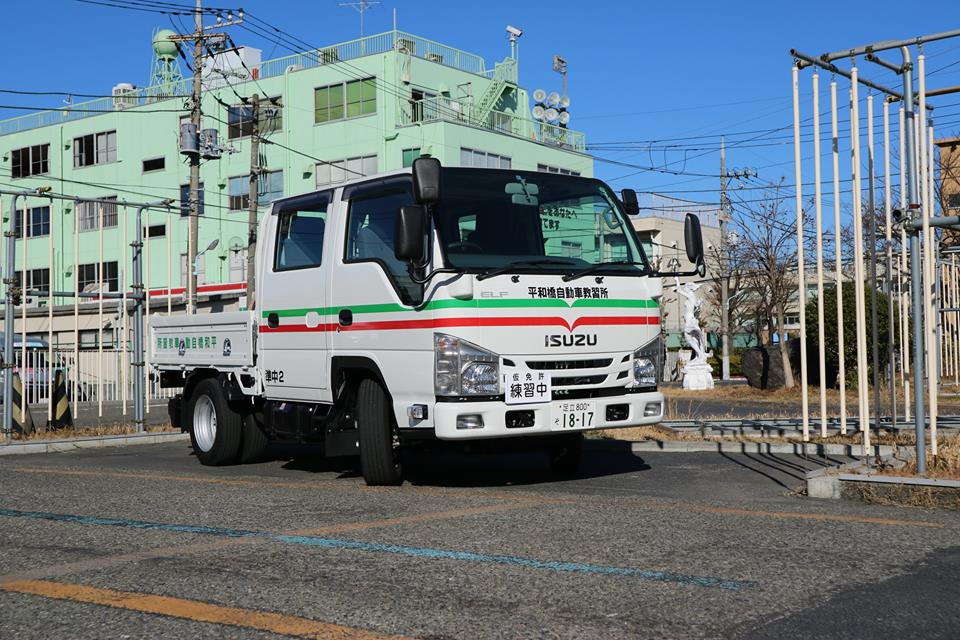
準中型教習車の例（いすゞ・エルフ）

### 大型・中型自動車
これまでの旧・大型第一種免許教習用車両は、いすゞフォワード、日野レンジャー、UDコンドル、三菱ファイターといった、車体長7 - 7.8mクラスのトラックで教習および検定が行われていた（中型ベースのいわゆる「増トン仕様」）が、2007年6月2日の中型自動車免許新設に伴い、それまでの大型教習車は中型教習車となり、法令により中型教習車で路上卒業検定などで他の教習生を乗せるためダブルキャブになっている積載量5トンの新中型教習トラックも新規導入され、荷台にはダミーウエイト（重り）も積載される。大型教習車はいすゞギガ、日野プロフィア、UDクオン、三菱スーパーグレートのような車体長11 - 12mクラスのトラックで前1軸・後2軸の1軸駆動のいわゆる「ワンデフ車」が使用され、中型同様にダブルキャブ車にダミーウエイトが積載される。
これまでの旧・大型第二種免許教習用車両は、いすゞエルガLTなど9mクラスの大型バスや三菱エアロミディMKなど9mクラスの中型バスにオーバーフェンダーを装着した車が教習車となっていたが、中型第二種免許新設に伴い9m車は2007年6月から中型第二種運転免許用の教習車両となった。大型第二種教習車は11mクラスの大型バスに移行、一部の自動車教習所では路線バス・観光バスの中古車を改造した車両も存在する。
バス会社によっては、社内の運転手に教習させるため、営業用の車両を一時的に教習車とするケースや、営業運転から完全に離脱させて専用教習車（この場合は白ナンバーに登録変更）とするケースもある。
自衛隊自動車訓練所の教習車両は、運転免許証を取得していない初心者でも、大型免許が取得できるよう特別の配慮を考慮した改造を施す観点から専用に製造された73式大型トラックにて教習が行われる。中型免許新設後は、従来の車両での教習は中型免許となることから特例を申請し、2007年以降は免許を取得する場合、免許の条件に大型車は自衛隊車両に限ると標記されるようになっており、車両そのものの入れ換えはされていない。

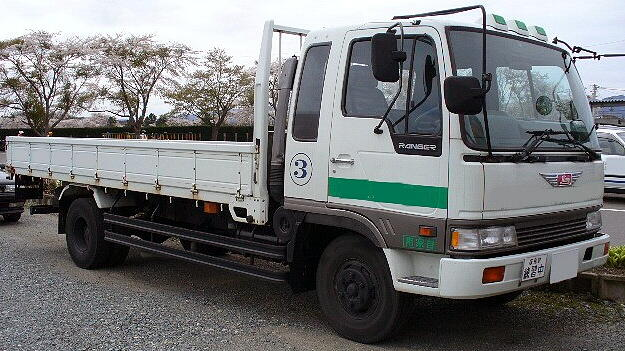
中型教習車（第一種運転免許用）の一例（車種 : 日野クルージング・レンジャー） 中型免許新設以前は、このタイプが大型教習車だった
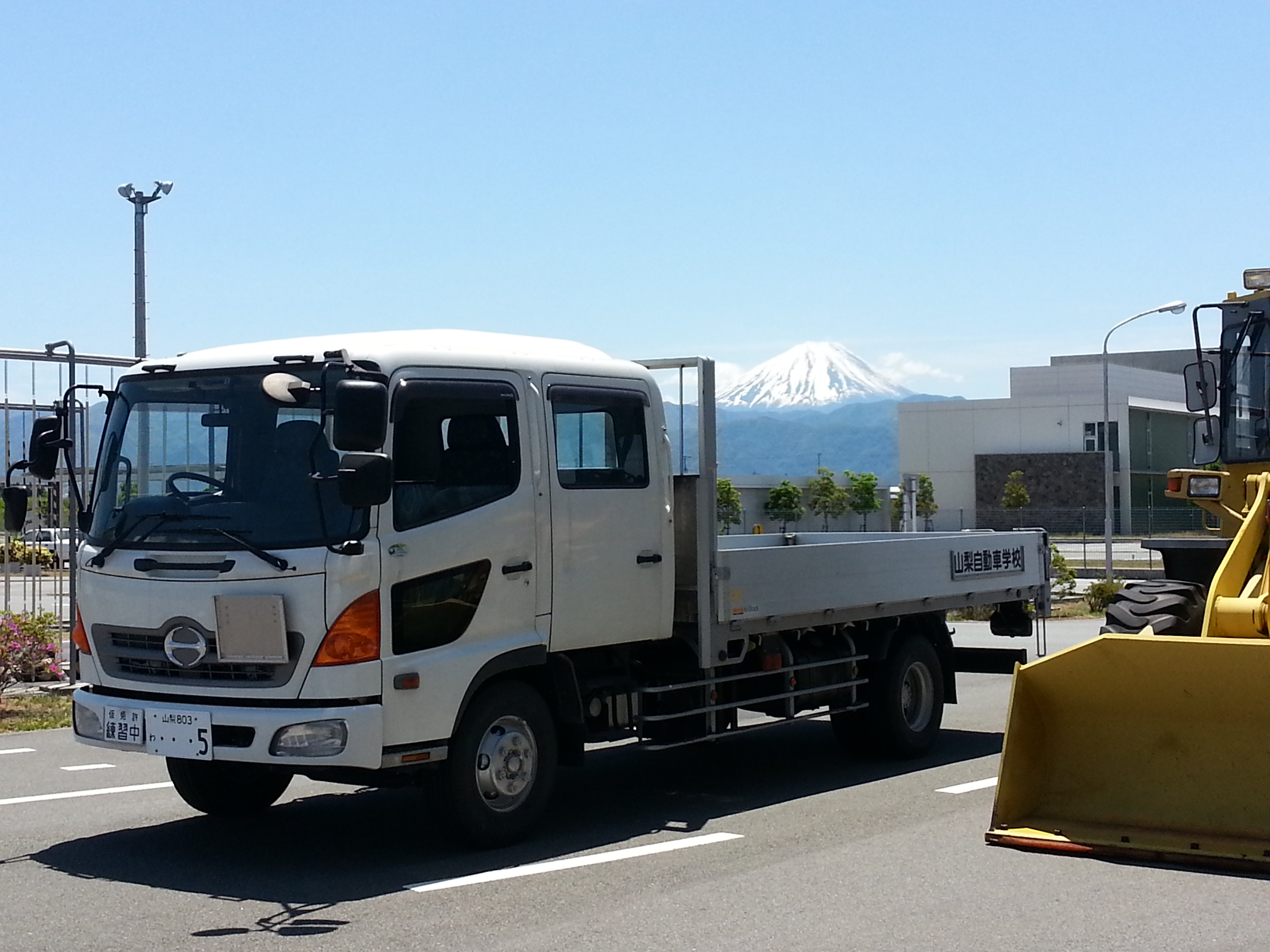
中型教習車（第一種運転免許用）の一例（車種 : 日野レンジャー） 中型免許新設後に導入した車両のため、ダブルキャブタイプとなっている
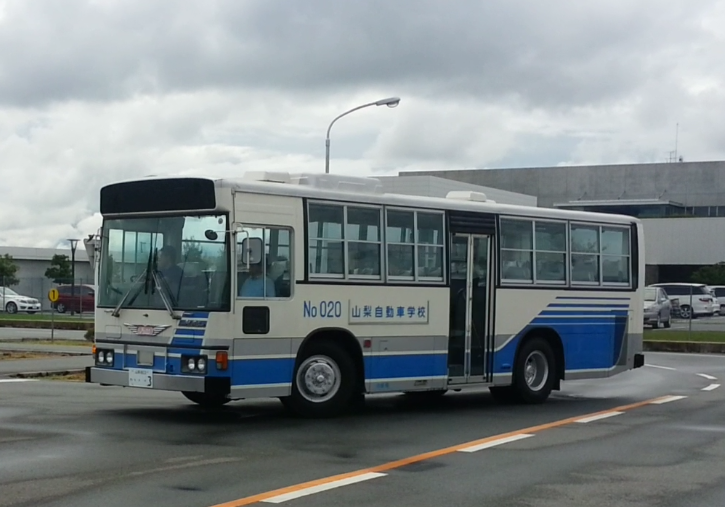
中型教習車（第二種免許用）の一例（車種 : 日野ブルーリボン） 大型/中型二種教習車は、改造車を除き、教習生と指導員が並んで座れるように、前扉が省略されている。
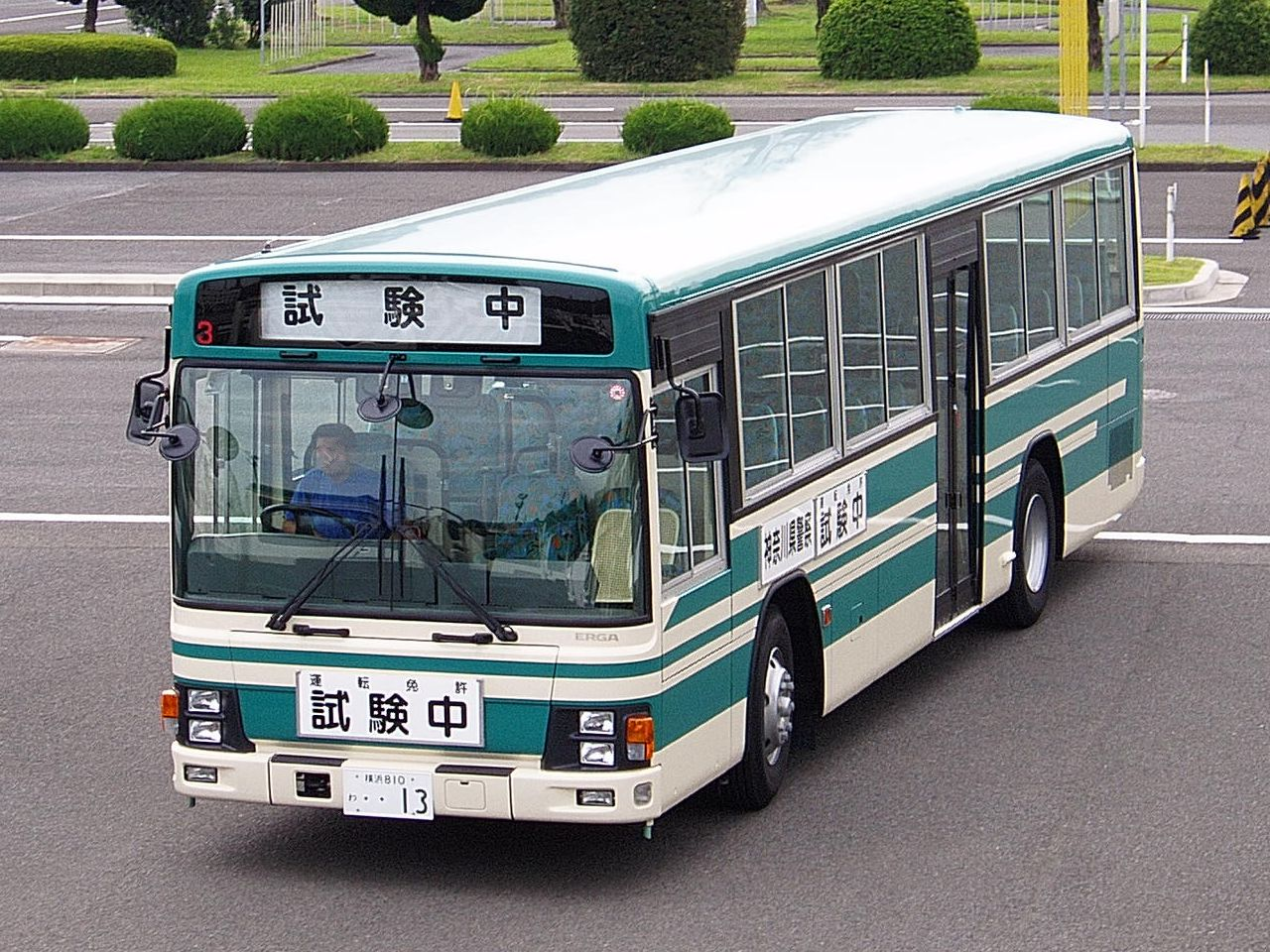
大型教習車（第二種運転免許用）の一例（車種 : いすゞエルガ） 営業運転中の路線バスと間違えられないよう「教習車」や「試験中」の文字が大書されている
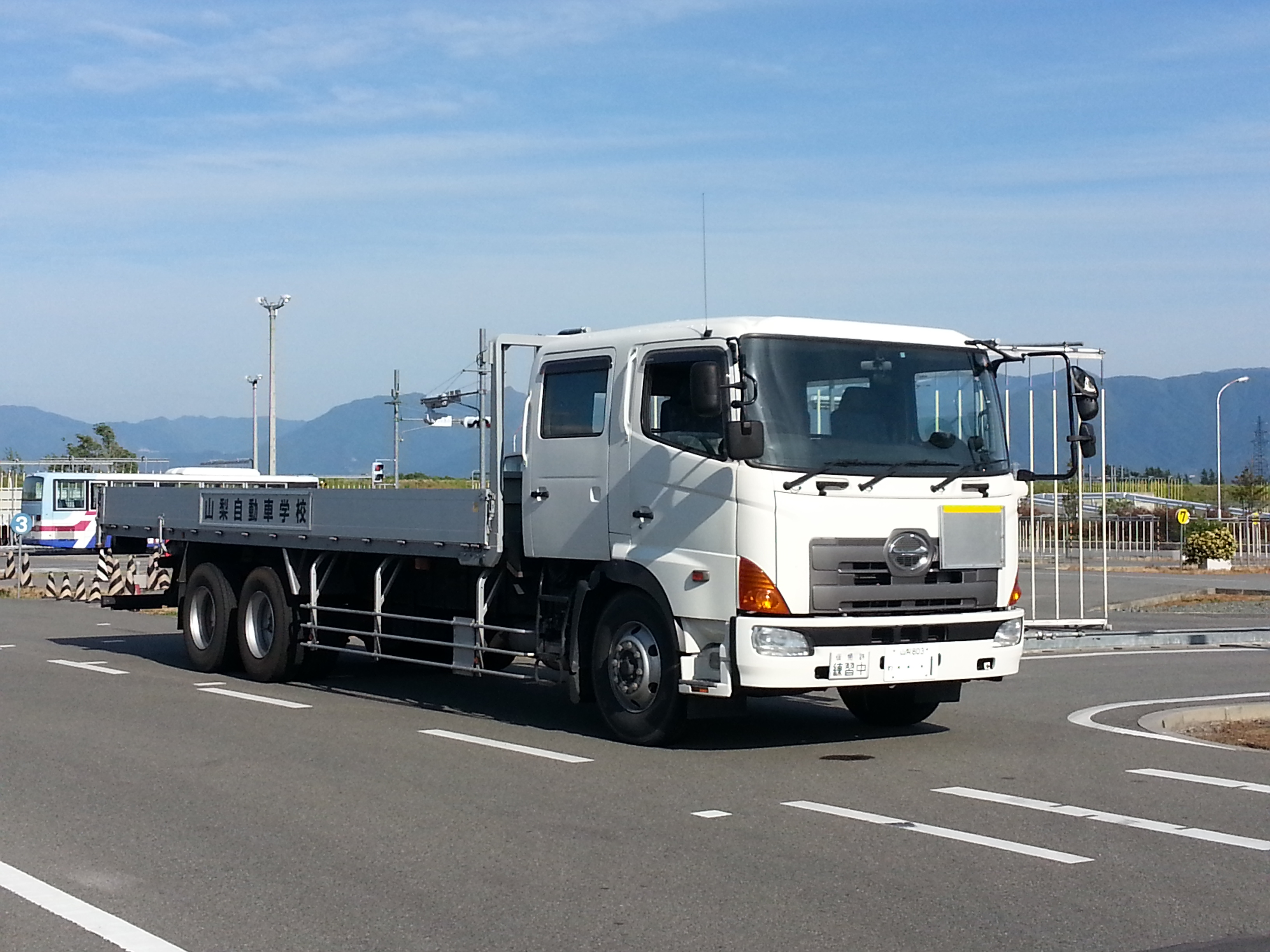
大型教習車（第一種運転免許用）の一例（車種 : 日野プロフィア） 2007年道路交通法改正以降の大型教習車。旧特定大型貨物車ベースの車両となっている
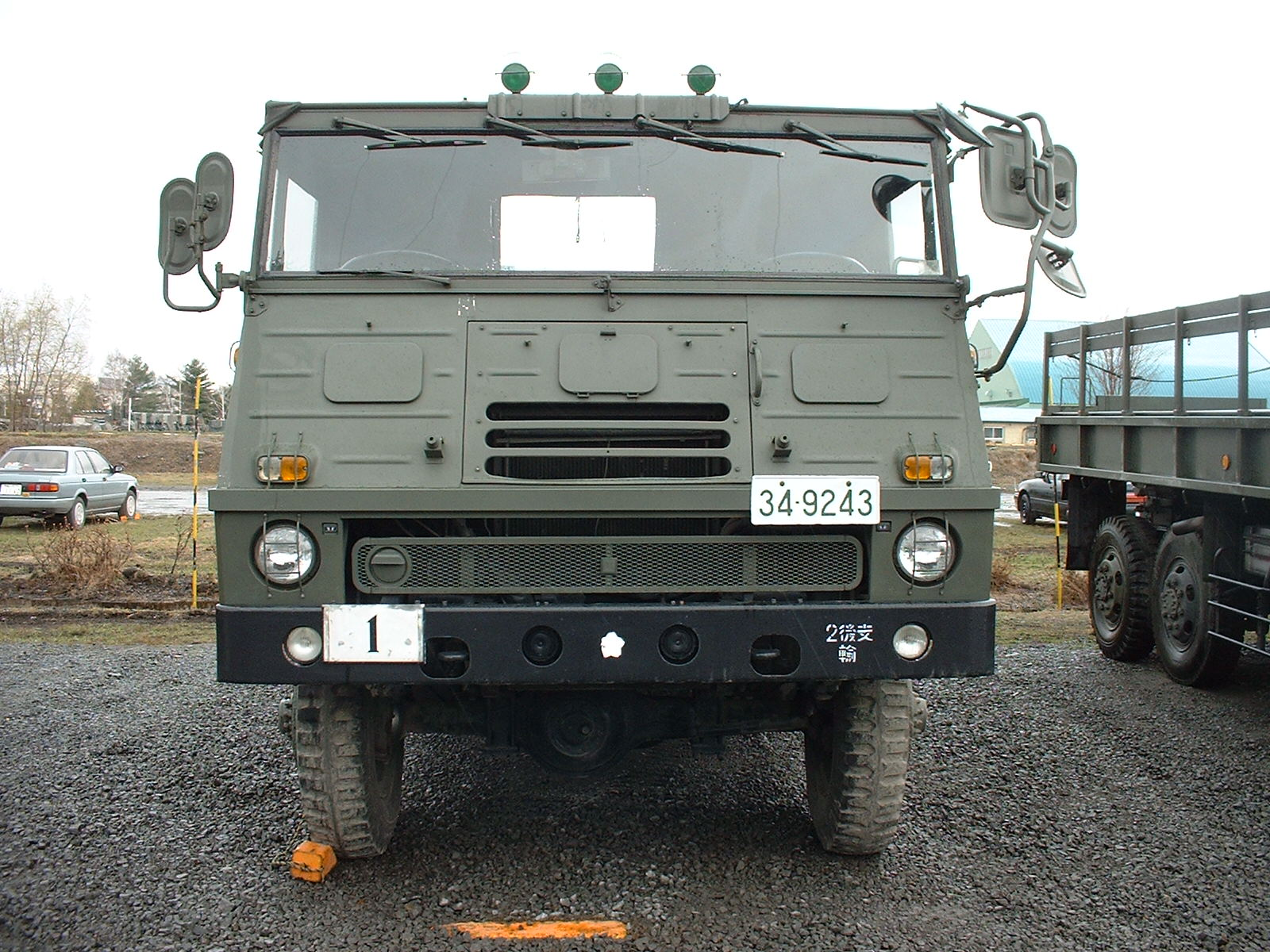
自衛隊における教習用車両（車種 : 73式大型トラック） 指導員が座る助手席側にもハンドルが装備されているのが確認できる。また車内にはハンドル切り替えスイッチと各種計器も指導員席に配置され、不測の事態時には指導員側が車両の操縦が出来るよう改良されている

### 大型特殊自動車

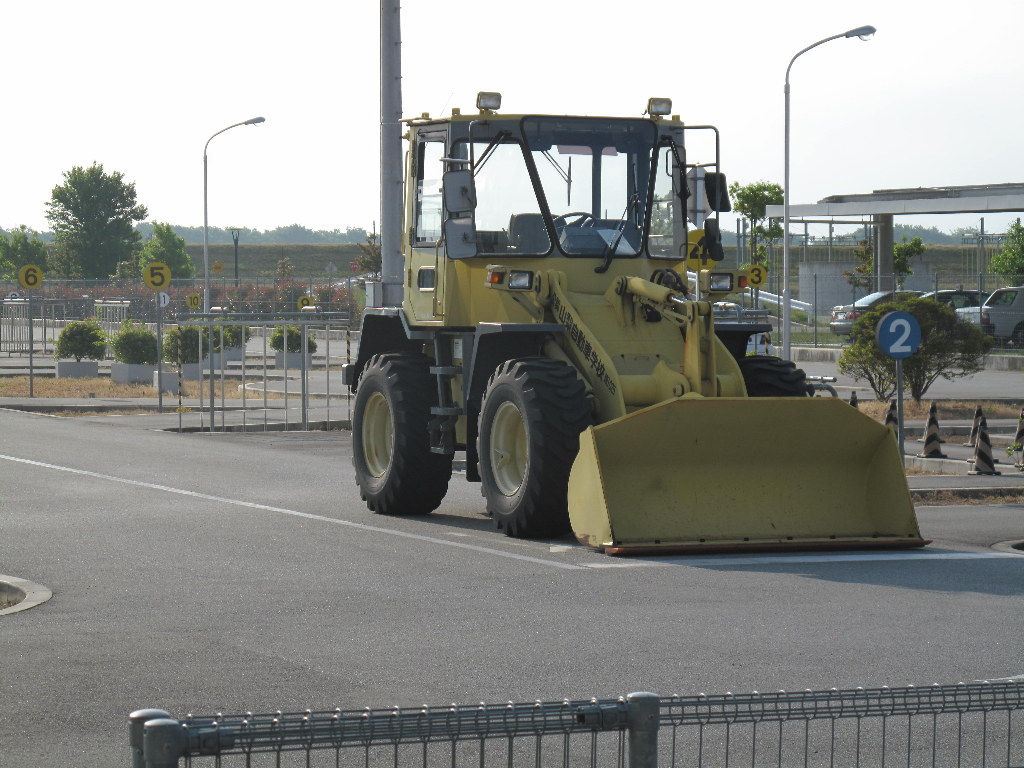
大型特殊教習車の一例（車種 : 小松製作所WA100）

カタピラ車限定、農耕車限定でない場合、基本的にホイールローダーもしくはショベルローダー（後輪操舵もしくは中折れ式）で教習が行われる。フォークリフトで行われる場合も存在する。
自衛隊においては73式装甲車や74式戦車にて教習が行われており、その場合はカタピラ車限定免許付与となる。

### 牽引自動車

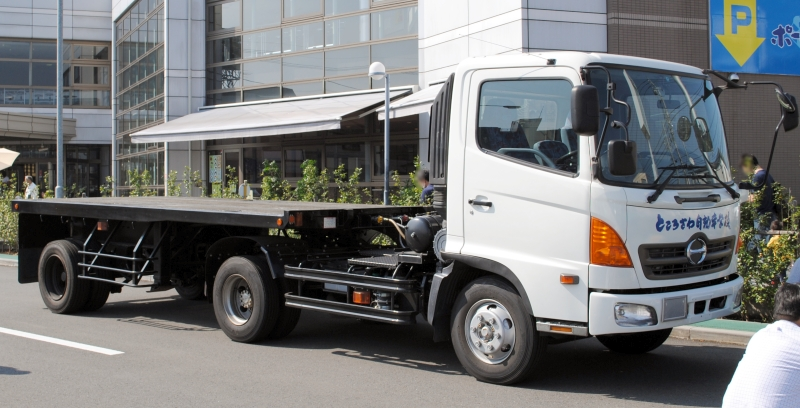
牽引教習車（車種 : レンジャー）

全長8 - 11mクラスのセミトレーラーで教習が行われる。トラクター（トレーラーヘッド）に使われる車種は中型第一種運転免許用に使われる車種と同様である。トレーラー（シャーシ）は平ボディを引っ張っているが、上部にゲート（アオリ）のついているものと、ついていないものがある。牽引免許の試験および検定は場内だけのため、ナンバーを取得していないものがほとんどである。
中型トラックに牽引装置（トレーラーカプラ）を架装した車両が一般公道で使われるケースは少なく、教習車以外の車両を見かけることは稀である。
前述の通り場内のみで試験や検定は完結するため、法令上は大型特殊自動車免許やAT限定普通自動車免許のみの所持でも牽引免許を取得する事は可能である。ただし中型自動車やMT車の基本的な操作方法を知らないまま運転するのは現実的ではないため、AT限定解除や中型自動車免許の取得が望ましい。
農耕用限定の牽引免許もあり、その場合は農耕用トラクターで農耕用トレーラーを牽引して教習や試験、検定が行われる。一般の自動車学校で行われている事は少なく、農業に関する施設や農業大学校などで行われている事が多い。
自衛隊での牽引免許教習では73式大型トラックに2.5tトレーラを牽引した状態で教習が行われている。通常の1tトレーラーでは幅員の関係から後退時のトレーラーの位置が確認しづらい面を考慮し、比較的大型トラックの幅員に車幅が近い2.5tトレーラーが使用されている。

### 自動二輪車

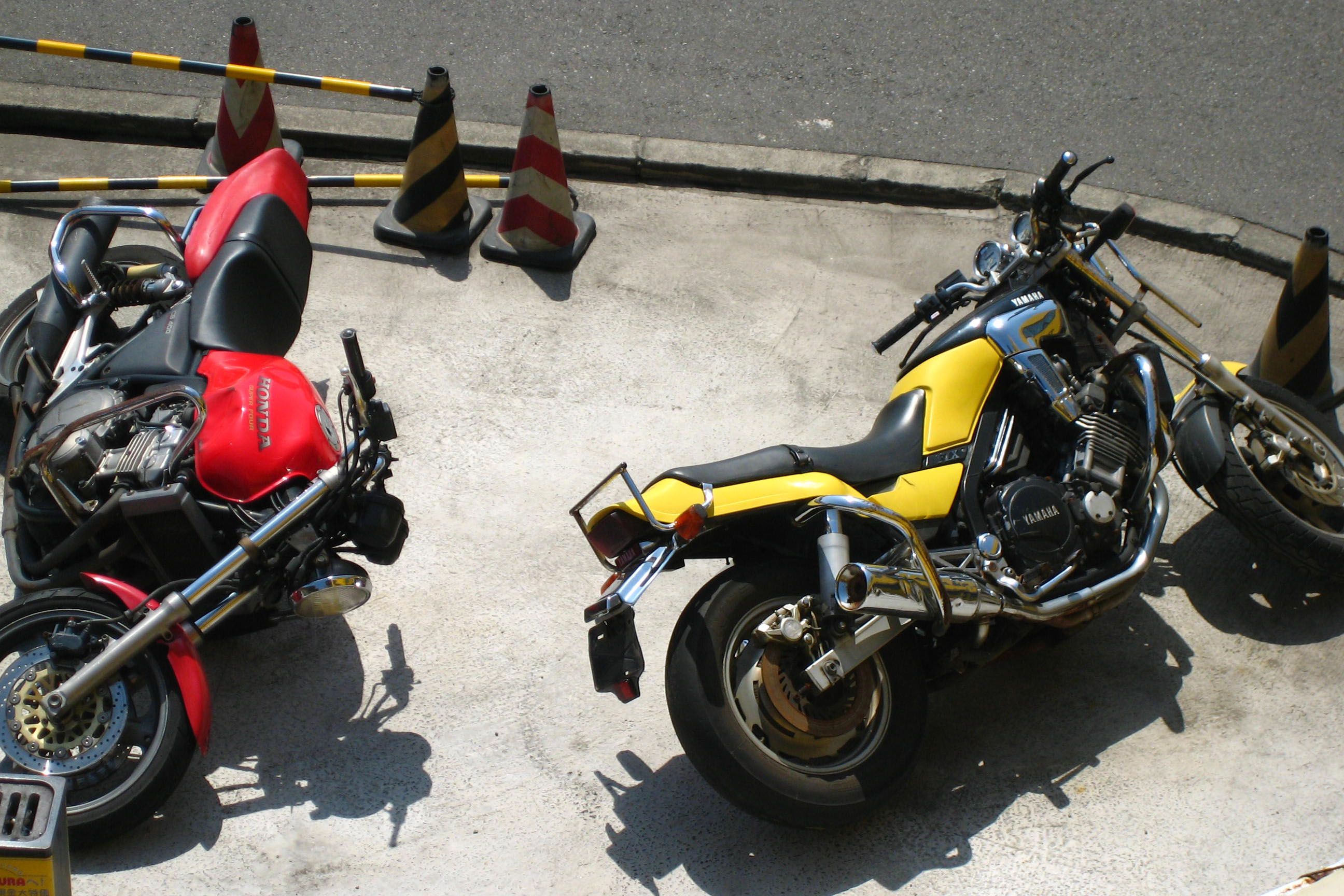
二輪教習車の一例（車種 : CB400SF（左）とFZX750（右））
引き起こし練習のため横倒しにされている

大型、普通ともに、耐久性と低速域の扱い易さから4気筒が主流となっていたが、2気筒も使用されている。大型MT車は2008年に最も普及していたホンダ・CB750が排ガス規制により販売終了となったため、ハーレーダビッドソン製バイクや2010年にヤマハが開発したXJR1300L、2013年にホンダが開発したNC750Lにシフトされるようになり、2011年5月より正式に大型MTの教習車は700 - 1300ccとなった。教習車には自動車販売店と提携し、集客と販売を目的とする面もあるが、少子化などの影響で免許取得者数が減少しているため、各メーカーとも試験車両の提供には消極的である。
クルーザータイプはシート高が低く安定性が高いため、大型教習車として選択されることもある。
なお、大型自動二輪車オートマチック限定免許の教習車は、主にスズキが販売している650ccのビッグスクーター(スカイウェイブ650)である。これは2005年6月の大型AT免許創設時に、国内販売されていた教習車として適切な車種がこれ以外存在しなかったことが背景にある。当初は免許取得後も車両の排気量と同じ650ccまでしか乗ることが出来なかったが、大型ATに相当する大排気量DCT車の普及にともない、2019年12月の法改正により制限が撤廃された。同時に教習車についても、MT車と同じ700cc以上1300cc以下に定められたが、当分の間従来のものを使用できるとされている。

#### 教習車仕様として現在メーカーから発売されている車種
- ハーレーダビッドソン
  - スポーツスターXL883（大型自動二輪車）
  - ストリート750（大型自動二輪車）
- 本田技研工業
  - NC750L（大型自動二輪車）
  - NX400L（普通自動二輪車）[10]
  - シルバーウイング400（普通二輪AT限定）
  - CB125F（普通二輪小型限定）
- スズキ
  - スカイウェイブ650（大型二輪AT限定）
  - スカイウェイブ400（普通二輪AT限定）
  - アドレスV125（普通二輪小型AT限定）
- ヤマハ発動機
  - XJR1300L（大型自動二輪車）
  - グランドマジェスティ400（普通二輪AT限定）
  - シグナスX（普通二輪小型AT限定）
- BMWモトラッド
  - BMW・Fシリーズ（F800ST・F800R、大型自動二輪車）

#### 過去に教習専用車両としてメーカーから発売されていた車種
- 本田技研工業
  - CB750
  - VFR750K
  - CBX750ホライゾン
  - CB400FOUR
  - CB400SF
  - VFR400K
  - CBR400FK
  - CBX400FK
  - CB400T
  - CJ360T
  - CB125T
  - スペイシー125
- ヤマハ発動機
  - FZX750
  - XJR400L
  - SR125
- スズキ
  - GSF750
  - GSX400X
  - GN125E
- 川崎重工業
  - ゼファー750
  - ZRX-II
  - エリミネーター125

### 原付
一部地域の指定自動車教習所で実施している原付講習では、市販されている原付を用いる。

### その他の車両
限定免許を取得するにあたり、自衛隊車両や農耕車など教習所や運転免許試験場で用意されていない車両での受験を希望するものは、受験者側が警察庁の基準に沿った車両を用意し、公安委員会の確認を得る必要がある。

## 日本国外の教習車

### EU
基本的には教習所での技能教習はなく、路上教習が主である。教習車は407などのセダン型大衆車もある。